# 大沼朗裕
大沼 朗裕（おおぬま あきひろ、1963年3月24日 -  ）は、東京都出身のテレビプロデューサー、ディレクター。

## 人物
日本テレビ所属。愛称は「ぬまっち」。既婚。
1985年にテレビ業界に入り、ワイドショーなどで下積み後、ディレクターに転身。1993年に『発明将軍ダウンタウン』、1997年から2017年3月26日まで
『ダウンタウンのガキの使いやあらへんで!!』（共に日本テレビ系列）のディレクターやプロデューサーを務めていた。
若い頃から薄毛で、近年は眼鏡を着用している。非常にケチな性格として知られ、『ガキの使い』では三度にわたって、『検証 大沼ドケチ疑惑事件』なる企画が放送され、いずれも有罪判決を受けていた。
また、同番組の企画『ヘイポーうすっぺら裁判』（1999年8月29日、2000年2月20日放送）では裁判長を務めた。

## 参加作品
- 踊る!さんま御殿!!
- 発明将軍ダウンタウン
- ダウンタウンの裏番組をブッ飛ばせ!!
- ダウンタウンのガキの使いやあらへんで!!

など